# پیترو گوئرا
پیترو گوئرا (ایتالیایی: Pietro Guerra؛ زادهٔ ۲۸ ژوئن ۱۹۴۳) دوچرخه‌سوار اهل ایتالیا است.
وی در مسابقات کشوری و بین‌المللی در مجموع برندهٔ ۲ مدال طلا، ۱ مدال نقره، ۱ مدال برنز شده‌است.